# 羽田千尋
羽田 千尋（はねた ちひろ、1993年12月31日 - ）は、日本の声優。神奈川県出身。血液型はA型。

## 人物
2001年に雑誌の「キッズデビュー」2001年春号でデビューし、ファイブ☆エイトに子役として在籍。後にビサイド・インキュベイト・エージェントに移籍。2008年からアニメロ新人オーディションのメンバーの第3期生として、2008年11月から「鷲崎健のアニメロ新人オーディション」にレギュラー出演した。

## 出演

### バラエティ
- おはスタ（2004年4月 - 2005年3月、テレビ東京）[2]
- ギャグコロスタジオ（2004年4月4日 - 2005年3月27日、テレビ東京）[2]
- 音神GIGTV！（2005年、テレビ東京）[2]

### テレビアニメ
- ポケットモンスター アドバンスジェネレーション（ポワルン）（2004年、テレビ東京）

### イベント
- 2003年7月19日にRUN&GUN "03 夏の陣 "握手会に出演[要出典]
- 鷲崎健のアニメロ新人オーディション（ニコニコアニメチャンネル、2008年 - 2009年）[2]